# N’Gadé Nana Hadiza Noma Kaka
Pour les articles homonymes, voir Kaka.
N'Gadé Nana Hadiza Noma Kaka (née le 25 juin 1956 à Niamey ; N'Gadé, également orthographié Ingadé et Ngadé, est son nom de femme mariée) est une femme politique et diplomate nigérienne.

## Biographie
Nana Hadiza Noma Kaka naît le 25 juin 1956 à Niamey ; elle fréquente le Collège Mariama (de) de Niamey, où elle obtient son baccalauréat en 1974. Elle étudie ensuite à l'Université de Haute Bretagne à Rennes, France, où elle obtient une licence en sociologie et linguistique en 1978 et une maîtrise en linguistique en 1979. Elle enseigne la linguistique et la sociologie à Niamey de 1982 à 1986. De 1992 à 2000, elle travaille comme directrice nationale de l'alphabétisation et de l'éducation des adultes au ministère de l'Éducation du Niger.
N'Gadé est un membre fondateur du parti Alliance pour la démocratie et le progrès (RDP-Jama'a) en 1997 sous la direction de Hamid Algabid. De 2001 à 2006, sans emploi, elle se consacre à l'étude de l'Islam. Elle travaille comme conseillère à l'Assemblée nationale de 2006 à 2011. N'Gadé est élue au conseil municipal de la commune de Dogondoutchi début 2011. En avril 2011, elle devient ministre de la Formation professionnelle et de l'Emploi dans le gouvernement du président Mahamadou Issoufou du Parti nigérien pour la démocratie et le socialisme (PNDS-Tarayya). Ses prédécesseurs sont Tidjani Harouna Dembo (Département de la Formation Professionnelle) et Yahaya Chaibou (de) (Département de l'Emploi). Elle se présente aux élections de 2012 comme favorite à la vice-présidence du RDP-Jama'a, mais elle doit admettre sa défaite face à Mahamadou Bakabé. Ses fonctions ministérielles prennent fin en août 2013, lorsqu'elle est remplacée par Chaïbou Dan Inna (de) (Département de la Formation Professionnelle) et Salissou Ada (Département de l'Emploi).
N'Gadé occupe ensuite le poste de troisième vice-président du Conseil économique, social et culturel de l'État jusqu'en 2017. En 2015, elle souhaite être à nouveau désignée par la section du parti de la région de Dosso comme candidate à la vice-présidence du RDP-Jama'a, mais son élection n'est pas approuvée en raison d'une erreur formelle. Elle quitte le RDP-Jama'a et rejoint le Mouvement patriotique nigérian (MPN-Kiishin Kassa) d'Ibrahim Yacouba, partenaire de coalition du PNDS-Tarayya. Le président a nomme N'Gadé ambassadeur du Niger en Italie en mai 2017. Elle devient également représentante permanente du Niger auprès de l'Organisation des Nations unies pour l'alimentation et l'agriculture, le Fonds international de développement agricole et le Programme alimentaire mondial des Nations Unies. Après que le MPN-Kiishin Kassa a quitté la coalition gouvernementale, elle est rappelée comme ambassadrice en juillet 2018. Elle est remplacée par Aboukar Abdoulaye Diori (de).

## Vie privée
N'Gadé Nana Hadiza Noma Kaka est mariée et mère de trois enfants.